# Mary McCormic
Ne doit pas être confondu avec Ganna Walska, épouse McCormick
Mary McCormic, née Mamie Harris  le 11 novembre 1889 à Belleville (Arkansas) et morte le 10 février 1981 à Amarillo au Texas, est une soprano américaine et professeure au Collège de musique de l'Université de North Texas (en) (1945-1960).
Pendant plus d'une décennie, du début des années 1920 à la fin des années 1930, McCormic a été l'une des sopranos les plus célèbres au monde. Elle était surtout connue pour ses rôles principaux à l'Opéra de Paris, à l'Opéra-Comique (14 ans), à l'Opéra de Monte Carlo et à l'Opéra civique de Chicago (en) (10 ans). Elle a passé une grande partie de l'année 1937 en tournée avec le Kryl Symphony Orchestra.
McCormic est devenue une célébrité et a connu une vie personnelle mouvementée — quatre mariages et quatre divorces, une action en justice pour avoir agressé une autrice qui a écrit une biographe non autorisée, richesse personnelle, humour plein d'esprit, superstar de l'opéra pendant les Roaring Twenties, la prohibition, l'ère du jazz, le krach de 1929, et l'échec de ses deux derniers mariages très médiatisés dans les affres de la Grande Dépression.

## Biographie

### Jeunesse
Mamie Harris est née à Belleville; Elle est l'une des quatre enfants de :
- John H. Harris (c. 1860 à Forsyth, Géorgie – 9 novembre 1946)[3] et son épouse,
- Mary Jimmie Harris (née Williard ; c. 1865 dans le Tennessee – 31 décembre 1929 à Amarillo, Texas ) [4].
  1. Odell Crawford Harris (4 juillet 1886 à Belleville, Arkansas - 26 mai 1950 à Amarillo, Texas)
  2. Thurman Harris (mort jeune)
  3. Mamie Harris (11 novembre 1889 à Belleville, Arkansas – 10 février 1981 à Amarillo, Texas)
  4. Williard Harris (10 février 1892 dans le comté de Yell, Arkansas - 24 mars 1949 à Amarillo, Texas)[5].
  5. Norborn Harris ( c. 1898 - 10 février 1944 à San Francisco)[6].

Elle passe sa jeunesse à Dardanelle, et Ola, tous les  2 dans le comté de Yell, Arkansas. 
L'intérêt de Mamie pour l'opéra commence à l'âge de neuf ans et se poursuivi pendant qu'elle fréquente l'école secondaire d'Ola. Elle déménage avec sa famille à Portales, au Nouveau-Mexique, en 1907, puis à Amarillo au Texas, en 1909.
Emil Frey Myers (1886-1957) donne à McCormic ses premières leçons de chant à Amarillo. Il dirige l'Amarillo Civic Chorus et est l'un des principaux organisateurs de concerts du Panhandle du Texas. Myers, avec sa femme Lila, a fondé l'Amarillo School of Music, Inc.
Le père de McCormic et ses deux frères, Odell et Williard, fondent une chaine de magasins — "JH Harris & Sons" et "Harris Food Stores" et "Rolling Stone Stores" (jusqu'à 10 magasins situés à Borger (Texas), Pampa (Texas), Dalhart et Amarillo). L'entreprise est vendue en 1946, peu avant le décès du père. Le père, Odell et Williard exploitent également un ranch dans le Comté d'Union (Nouveau-Mexique), 24 km au nord de Clayton. Le père a acheté la première partie du ranch en 1915.
Lors du festival de musique Tri-State Fair à Amarillo en 1914, McCormic prend conscience des possibilités de sa voix. Grâce à une chorale méthodiste à Chicago et à un concours de chant parrainé par Mary Garden, son potentiel lyrique devient connu des autres.

### Formation

Mary McCormic et Vittorio Trevisan, d'après une publication de 1921.

McCormic étudie la musique à Ouachita College, université de l'Arkansas, puis, avec l'intention de devenir soprano lyrique, à l'Université Northwestern où elle prend des cours de chant,. McCormic devient une protégée de Mary Garden. McCormic et Garden avaient tous deux été des étudiants de la célèbre professeure de chant Sarah Robinson-Duff.

### Fin de vie
Elle est décédée à l'âge de 91 ans à Amarillo, au Texas. Elle est inhumée au cimetière de Llano, à Amarillo dans la section D, lot 6 espace 1, le 12 février 1981.

## Carrière

### Chicago Opera Association

Mary McCormic d'après une publication de 1921.

- Saison 1921-1922 — Débuts à l'opéra dans le rôle de Micaela de Carmen. McCormic est une protégée de Mary Garden, qui fait ses débuts en tant que directrice artistique[7] .
- 1er et 8 février 1922 — Débuts à New York dans le rôle de Musetta dans La Bohème à l'Opéra de Manhattan.

### Opéra civique de Chicago
- 1923 — Appelée « la soprano Cowgirl » par le New York Times, McCormic et Charles Marshall chantent les rôles principaux dans la première de The Snow Bird, opéra américain en un acte de Theodore Stearns[12],[13].

### Opéra de Paris
- Juillet 1926 — McCormic est engagée pour un an à l'Opéra de Paris. Elle débute dans le rôle-titre de Roméo et Juliette[14], puis
- Marguerite de Faust[15].
- le rôle-titre de Thaïs[16].
- Salomé de Hérodiade[17].

### Opéra-Comique
McCormic et William Martin, en juillet 1927, obtiennent la distinction d'être les seuls américains à chanter dans des rôles principaux à l'Opéra-Comique. McCormic est la première américaine en 60 ans à signer un contrat à long terme avec l'Opera-Comique,.
- 1929 — elle chante le rôle-titre de Manon[21],[22],[23].
- 1930 — Louise[23],[24].
- 1930  — Madame Butterfly[20].
- 1934 — Madame Butterfly[25],[26],[27].
- 1934 — Manon[26],[28],[29].

## Managers
- 1924 — McCormic, au début de sa carrière, obtient les services de Charles L. Wagner (1869-1956), qui a également dirigé des personnalités mondiales telles que Mary Garden, Amelita Galli-Curci, Walter Gieseking, Jussi Björling, Alexander Kipnis et Jeanette MacDonald.
- 1938 — McCormic, plus tard dans sa carrière, est dirigée par Mme LaReine[30].

## Enseignement
En 1944, Wilfred Bain, doyen du Collège de musique de l'Université de North Texas (en), recrute Mary McCormic pour créer et diriger une classe d'opéra . McCormic se transforme en enseignante en résidence. Elle fonde, définie, dirige et, si nécessaire, défend le premier atelier d'opéra de l'école. Elle créé la classe à partir de zéro — avec un budget restreint — en le transformant pendant seize années dans ce qui est devenu son héritage suprême, et à a enrichi le Sud-Ouest des États-Unis. Wilfred Bain est entré dans l'histoire comme l'un des plus grands doyens d'école de musique de tous les temps. Dans les livres et les mémoires, Bain parle souvent de l'embauche de Mary McCormic comme l'une de ces grandes réalisations à North Texas.
Le North Texas Opera Workshop est le premier atelier d'opéra itinérant à l'ouest du Mississippi et, au moment de sa fondation, est la seule troupe d'opéra existant dans le sud-ouest. L'opéra de San Antonio, le Houston Grand Opera, l'opéra de Dallas, l'Opera in the Heights (en) et d'autres n'existaient pas encore.
Grâce à l'atelier d'opéra, McCormic est la pionnière de l'opéra à une époque qui a anéanti les grandes troupes d'opéra, au moment de la Grande Dépression. Le nouveau modèle d'« atelier à faible coût » offre également de nouvelles opportunités aux compositeurs qui, autrement, n'auraient jamais produit leurs opéras. Et le modèle de l'atelier donne de l'espoir pour l'opéra lui-même, lorsque beaucoup dans le monde rejette l'opéra comme un luxe pour les riches. Le nouveau « modèle low cost » donne également accès à des régions du monde qui, autrement, n'avaient que peu d'espoir d'avoir de l'opéra.
Sous McCormic, l'atelier d'opéra se produit localement, fait des tournées et fait des émissions à la radio et à la télévision souvent avec la qualité proche d'une troupe professionnelle réputée.
Lorsque l'Opéra de Dallas est fondé en 1957, l'UNT Opera Workshop and Vocal Studies fournit un bon nombre de chanteurs.
En 1966, McCormic prend sa retraite et déménage à Amarillo pour s'installer chez sa belle-sœur, veuve d'Odell Harris.
L'atelier de l'UNT fait partie intégrante de l'une des écoles de musique les plus complètes au monde; une école qui, depuis les années 1940, compte parmi les plus grandes du pays et, ces dernières années, détient le plus grand nombre d'inscriptions de toutes les institutions musicales accréditées par l'National Association of Schools of Music (en). 

### UNT Opera Workshop Productions
Réalisé par Mary McCormic
- The Bohemian Girl (1944)
- The Chocolate Soldier (printemps 1945)
- The Bohemian Girl (étè 1945)
- The Stranger of Manzano (première, mai 1946)
- The Bohemian Girl (1946)
- Rigoletto (mars 1948)
- L'Enlèvement au sérail (mai 1949)
- La Fille du régiment (janvier 1950)*
- Roméo et Juliette (1950)
- Otello (novembre 1951)
- La Boheme (décembre 1952)
- Faust (décembre 1953)
- HMS Pinafore (juillet 1954)
- L'Enlèvement au sérail (mai 1954)
- Die Fledermaus (avril 1955)
- La Boheme (1955)
- Down in the Valley (opera) (en) (1955)
- Trial by Jury (en) (1955)
- The Saint of Bleeker Street (en) (été 1955)
- Boris Godunov (été 1955)
- Don Pasquale (été 1955)
- Madama Butterfly (été 1955)
- Pagliacci (1956)
- La Princesse au petit pois (mai 1956)
- La serva padrona (mai 1956)
- La Boheme (été 1956)
- Down in the Valley (opera) (en) (été 1956)
- Rigoletto (1957)
- Trouble in Tahiti (1957)
- Amelia Goes to the Ball (1957)
- Le Directeur de théâtre (1957)
- The Emperor's New Clothes (1957)
- Les Noces de Figaro (1958)
- Faust (1958)
- Comedy on the Bridge (en) (1958)
- Le Barbier de Séville (1958)
- La Traviata (1958)
- Comedy on the Bridge (en) (1959)
- Cavalleria Rusticana (1959)
- Tosca (1960)

- Décembre 1958 — McCormick réalise le premier opéra télévisé du Sud-Ouest des États-Unis sur WBAP-TV Fort Worth, dans une production étudiante de Carmen[31]

* Mary Garden a supervisé les dix derniers jours de répétitions.

## Mariages
| Kenneth Joseph Rankin     | né le 27 janvier 1886 à Perryville, Arkansas ; décédé le 8 juin 1946, Sacramento ; Joseph et Maryse sont mariés vers 1908 en Arkansas. Kenneth et Mary ont divorcé en 1916 à Chicago. Ils eurent une fille : 1. Reba McCormic, alias Alexandra Rebecca (Sandie) Goshie (née Rankin ; 16 février 1910 Ola, Arkansas – 23 janvier 2002 McLean, Virginie ). Sandie était mariée à John Louis Goshie (1908-1974), un officier du service extérieur américain. |
| Chester Adrien Macormique | né c. 1883, Saugus, Massachusetts ; le mariage s'est terminé par un divorce — Chester, un avocat réputé de la mafia de Chicago, était le "second mari" de Mary. Mais Mary, dans un article du magazine Liberty, a décrit le mariage comme une « imposture ». Le mariage a eu lieu en secret à Kalamazoo. Chester a révélé plus tard que le mariage n'était pas valide car il a eu lieu alors que les deux étaient mariés à d'autres. Chester avait épousé Ava (née ?) en 1908. Mary a commencé à utiliser le nom « McCormic » après qu'un employé du Chicago Civic Opera ait mal orthographié Macomic. Les registres du recensement américain de 1920 les montrent comme étant mariés. Chester est décédé à l'âge de 64 ans le 16 avril 1956 à Oak Park, dans l'Illinois. |
| Serge M'Divani            | marié le 27 avril 1931, Phoenix ; divorcés le 14 novembre 1933, comté de Los Angeles , |
| Homer V. Johannsen        | marié le 25 novembre 1936, Kansas City, Missouri ; divorcés le 14 juillet 1937 |

## Filmographie
- 1933: Paddy the Next Best Thing.
- 1937 : The Big Apple

## Composition dédiée au McCormic
- Blanche Robinson (Mme Martin Hennion Robinson), née Williams le 18 mai 1883 près de Liberty, Kansas ;morte en août 1969 à Los Angeles) a composé Love Was a Beggar pour Mary McCormic.